# باشگاه فوتبال قونیه‌اسپور
باشگاه فوتبال قونیه‌اسپور (ترکی استانبولی: Atiker Konyaspor Kulübü) یک باشگاه فوتبال ترکیه‌ای است که در سال  ۱۹۲۲ در قونیه بنیان‌گذاری شده‌است.
این تیم در حال حاضر در سوپر لیگ فوتبال ترکیه شرکت می‌کند.
باشگاه قونیه‌اسپور دو بار در سال‌های ۱۹۸۸ و ۲۰۰۳ قهرمان، و دو بار در سال‌های ۲۰۱۰ و ۲۰۱۳ نائب قهرمان لیگ دسته اول فوتبال ترکیه شده‌است.از بازیکنان سرشناس این تیم می‌توان به ساموئل اتوئو و انزونزی اشاره کرد.